# Paralimnophila puella
Paralimnophila puella là một loài ruồi trong họ Limoniidae. Chúng phân bố ở miền Australasia.